# Big Five (football)
Pour les articles homonymes, voir Big Five.

Carte des pays du Big Five : l'Angleterre (en jaune), la France (en bleu), l'Allemagne (en gris), l'Espagne (en rouge) et l'Italie (en vert).

Le Big Five, parfois orthographié Big 5 (traduisible en « les Cinq Grands »), est un anglicisme désignant les cinq divisions majeurs du football européen : la Premier League anglaise, la Bundesliga allemande, la Liga espagnole, la Serie A italienne et la Ligue 1 française. C'est un terme fréquemment utilisé par les médias sportifs, et ce majoritairement en Europe, étant donné que le terme se base sur le classement émis par l'UEFA, l'organisme de contrôle des fédérations européennes de football.

## Définition
Ce concept correspond au plus haut niveau de football professionnel, à la fois sportivement et économiquement, mais aussi en termes de popularité et d'audiences. Le calcul est effectué en fonction d'un barème spécifique et comptabilise uniquement les résultats des cinq dernières années au moment où il est recalculé.
| Rang | Championnat    | Pays       | Coefficient |
| ---- | -------------- | ---------- | ----------- |
| 1    | Premier League | Angleterre | 106,624     |
| 2    | Serie A        | Italie     | 92,668      |
| 3    | LaLiga         | Espagne    | 87,739      |
| 4    | Bundesliga     | Allemagne  | 82,581      |
| 5    | Ligue 1        | France     | 69,093      |
| 6    | Eredivisie     | Pays-Bas   | 63,816      |
| 7    | Liga Portugal  | Portugal   | 60,766      |
| 8    | Pro League     | Belgique   | 54,350      |
| 9    | Fortuna Liga   | Tchéquie   | 43,300      |
| 10   | Süper Lig      | Turquie    | 42,500      |

## Critique
Bien que le concept soit toujours d'actualité et désigne encore les mêmes championnats, il est régulièrement remis en question, en raison par exemple de la concurrence d'autres championnats tels que l'Eredivisie (championnat des Pays-Bas) depuis plusieurs saisons.
Au 11 décembre 2023, le championnat néerlandais est à seulement 364 points derrière le championnat français, alors que ce dernier est à plus de vingt mille points derrière la Bundesliga, quatrième. Pour mettre en avant cet écart, l'emploi du terme Big Four (traduisible en « les Quatre Grands ») est parfois utilisé, bien que ce terme puisse être ambigu suivant le contexte puisqu'il désigne aussi les meilleurs clubs anglais.

## Concurrence
En 2000, un super-championnat nommé Atlantic League est proposé pour la première fois afin de rivaliser avec le Big Five. Cette Ligue propose la création d'une nouvelle compétition inter-championnats entre les meilleurs clubs d'Europe du Nord : la Belgique, le Danemark, l'Écosse, la Finlande, la Norvège, les Pays-Bas et la Suède. L'idée est régulièrement re-discutée mais n'a jamais été mise en place.